# Salem Sultan
Salem Sultan Al Sharji (Arabic:سالم سلطان الشرجي) (sinh ngày 9 tháng 5 năm 1993) là một cầu thủ bóng đá người Các Tiểu vương quốc Ả Rập Thống nhất. Hiện tại anh thi đấu cho Al-Wahda.